# Système écologique fermé

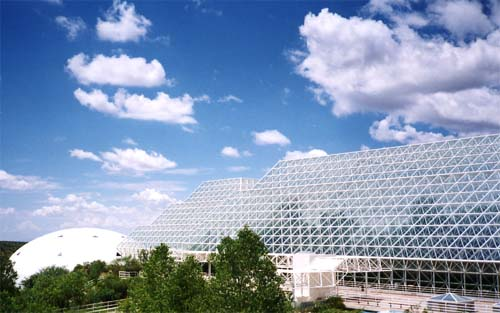
Vue extérieure de Biosphère II, une tentative de créer un système écologique fermé.

Un système écologique fermé (de l'anglais : closed ecological system), parfois appelé système écologique clos, désigne un écosystème qui ne réalise pas d'échanges de matière avec l'extérieur.
Bien que la Terre elle-même correspond presque à cette définition (si on ignore les apports de matières par la chute de météorite et la perte de gaz et de poussières en haute atmosphère), ce terme est plus souvent utilisé pour décrire certains écosystèmes artificiels. Un système écologique clos n'est jamais un système réellement clos, puisque l'énergie (lumière et chaleur) peut entrer et sortir du système.
De tels systèmes sont scientifiquement intéressants, et leur développement pourrait servir lors des missions spatiales ou sous-marines.
Dans un système écologique clos, chaque produit rejeté par une espèce doit être utilisé par d'autres espèces, ou traité mécaniquement et chimiquement pour pouvoir être réinjecté dans l'environnement du système. Puisque l'on a pour objectif la survie d'une forme de vie complexe, comme une souris ou un être humain, les produits formés (dioxyde de carbone, fèces, urine...) doivent être convertis en oxygène, nourriture et eau.
Un système écologique fermé doit contenir au moins un organisme autotrophe[réf. nécessaire]. Bien qu'à la fois les chimiotrophes et phototrophes soient tout à fait envisageables, la plupart des systèmes écologiques fermés à ce jour sont basés sur un organisme phototrophe tel qu'une algue verte[réf. nécessaire].

## Principaux systèmes écologiques fermés artificiels
- Biosphère II
- MELiSSA
- BIOS-1
- BIOS-2
- BIOS-3

## Écosphère artificielle
Une éco-sphère artificielle, qui prend son modèle sur l'écosphère naturelle, est une boule de verre dans laquelle se maintient un écosystème fermé autonome. Elle est principalement vendue comme cadeau ou curiosité. Elle peut inclure des crevettes microscopiques, des algues, des graviers, des coquillages décoratifs, ou des gorgones.